# 橋本夕紀夫
橋本 夕紀夫（はしもと ゆきお、1962年3月13日 - 2022年3月20日）は、日本の空間デザイナー。特に飲食店やホテルを得意とする。代表作にザ・ペニンシュラ東京、ハイアット リージェンシー 瀬良垣アイランド 沖縄など。

## 略歴
愛知県に生まれる。1986年愛知県立芸術大学デザイン学科を卒業し（卒業制作買い上げ）、スーパーポテトに入社する。スーパーポテトは杉本貴志が代表を務める当時の人気事務所だった。
1996年に橋本夕紀夫デザインスタジオを設立（1997年に有限会社化）。
東京工芸大学 芸術学部 デザイン学科 教授。
そして、愛知県立芸術大学、東京芸術大学、昭和女子大学および、早稲田大学芸術学校の非常勤講師も務める。
2022年3月20日に急逝したことが、広報された。

## 主な作品
- 1996年 - 軍鶏匠のち2010年より一歩（レストラン、港区）[9]
- 1997年 - La Bettola da Ochiai（レストラン、中央区）[9]
- 1998年
  - 雑草家（レストラン、港区）
  - 橙家（レストラン、新宿区）
  - cafe鈴木（カフェ、神奈川県）
- 1999年 - 橙家（daidaiya)阪急東通り（レストラン、大阪市）[9]
- 2000年
  - 銀座橙家（レストラン、中央区）[9]
  - 銀座　過門香（レストラン、中央区）[9]
- 2001年
  - 炭火焼き肉　ＴＯＲＡＪＩ各店（レストラン、中央区）[9]
  - 蘭亭（レストラン、中華民国台北市）[9]
  - 手打ちそば　大庵（レストラン、新宿区）[9]
  - 過門香 溜池山王（レストラン、港区）[9]
- 2002年
  - BEAMS HOUSE（ショップ、千代田区）[9]
  - 音音（レストラン、新宿区）[9]
- 2003年
  - 韓屋　House of Korea（レストラン、渋谷区）[9]
  - 相田みつを美術館（エキシビション、千代田区）[9]
- 2004年
  - Bar  SPEY SIDE（バー、千代田区）[9]
  - Club Minerva（クラブ、京都市）[9]
- 2005年 - 水響亭（レストラン、中央区）[9]
- 2006年 - 大阪聘珍樓（レストラン、大阪市）[9]
- 2007年
  - ザビルボードライブ　東京（アミューズメント、港区）[9]
  - ザ・ペニンシュラ　東京（ホテル、千代田区）[9]
- 2008年
  - 故宮博物院　故宮晶華Silks Palace at National Palace museum（レストラン、中華民国台北市）[9]
  - ヒルトンニセコビレッジ（ホテル、北海道）[9]
- 2009年 - ワインバー遠藤利三郎商店（レストラン、墨田区）[9]
- 2010年
  - 竹泉荘（ホテル、宮城県）[9]
  - 八芳園　白鳳館（バンケット、港区）[9]
- 2011年 - トーヨーキッチンスタイル名古屋（Toyoキッチン名古屋ショールーム、名古屋市）（ショップ）[9]
- 2012年 - シンワメディカルリゾート（クリニック＆サロン、千葉県）[9]
- 2013年
  - Rozilla（ショップ、兵庫県）[9]
  - インターコンチネンタルホテル大阪（ホテル、大阪市）[9]
  - 未来製作所（ショップ、兵庫県）[9]
- 2014年
  - 写真集食堂めぐたま（レストラン、渋谷区）[9]
  - 東急ハーヴェストクラブ京都鷹峯＆VIALA（ホテル、京都府）[9]
- 2016年 - シンワメディカルリゾート柏の葉（クリニック＆サロン、千葉県）[9]
- 2017年
  - ザ・ベイフォレスト小田原　byヒルトンクラブ（ホテル、神奈川県）[9]
  - コンラッド大阪（日建スペースデザインと協働）（ホテル、大阪市）[9]
  - 軽井沢プリンスホテルイースト（ホテル、長野県）[9]
  - UKAI　高雄店（レストラン、Taiwan）[9]
  - 青柳総本家 KITTE名古屋店[9]
- 2018年
  - KYUKARUIZAWA KIKYO, Curio Collection by Hilton （ホテル、長野県）[9]
  - ハイアットリージェンシー瀬良垣アイランド沖縄（ホテル、沖縄県）[9]
  - 鮨武蔵 by AMAN（レストラン、千代田区）[9]* 2019年
  - ホテルアンドルームス名古屋伏見（ホテル、名古屋市）[9]
  - ANAインターコンチネンタル別府リゾート＆スパ（ホテル、別府市）[9]
  - sauna and Hotel かるまる　池袋（ホテル、豊島区）[9]
- 2020年
  - nol kyoto sanjo（ホテル、京都市）[9]
  - ギャリア・二条城 京都（ホテル、京都市）[9]
- 2021年 - 心和メディカルリゾート宮古島（クリニック＆サロン、沖縄県）[9]

## 賞歴
- 1997年 - ナショップライティングコンテスト優秀賞受賞 （Ｌ（エル））[2]
- 2000年 - JCDデザイン賞優秀賞（橙家　東通り）[2]
- 2001年 - JCDデザイン賞優秀賞（橙家　銀座）[2]
- 2002年 - 第9回空間デザインコンペティション銀賞（橙家　横浜クイーンズスクエア）[2]
- 2003年 - ナショップライティングアワード優秀賞（橙家　横浜クイーンズスクエア）[2]
- 2005年 - 第32回日本銅センター賞（商空間における「銅」素材の採用に貢献）[2]
- 2005年 - タカシマヤ美術賞（これまでの作品すべてに関し）[2]
- 2010年 - Perspective Award Gold Award（絹磨ｘJotaro Saito）[2]
- 2010年 - DFA Design For Asia Award　Gold Award（Moonbird）[2]
- 2011年 - IES Illumination Award　Award of Distinction（八芳園白鳳館）[2]
- 2017年 - The American Architecture Prise（pas de calais 新丸ビル店）[2]
- 2017年 - The American Architecture Prise（心和メディカルリゾート柏の葉）[2]
- 2017年 - Singapore Interior Design Award（コンラッド大阪）[2]
- 2020年 - German Design Award 2021 Special Mention（ANA インターコンチネンタル別府リゾート＆スパ）[2]

## 著書
- 橋本夕紀夫『LEDとまげわっぱ - 進化する伝統デザイン』六耀社（原著2013年12月16日）。ISBN 978-4897377612。